# Пошли скорее, давай!
«Пошли скорее, давай!» (англ. Come Along Do!) — немая комедия Роберта Уильяма Поля.

## Сюжет
Вначале фильма, пожилая пара сидит возле входа в выставочный зал, перекусывая взятой с собой едой, и наслаждаясь напитком. Мимо проходят две молодые девушки, одна из которых смотрит на пару, проходя мимо той. Жена мужчины просит его быстрее допивать свой напиток, и отчитывает, пока мужчина безразлично чмокает губами. Затем мужчина показывает тростью на надпись "Art Section", и встав оперившись на трость, берёт свою жену за руку, и они вместе идут в выставочный зал. В конце показывается два кадра, на первом из которых мужчина оперившись на трость, смотрит на обнажённую статую, пока его жена рассматривает другие статуэтки, а затем мужчина смотрит на грудь статуи ещё ближе, пока жена мужчины держит его за пальто и неоднозначно смотрит прямо на зрителя с недовольным взглядом, пробивая четвёртую стену.

## Герои
- Пожилой мужчина (муж пожилой женщины)
- Пожилая женщина (жена пожилого мужчины)
- Две девушки (прошедшие мимо)

## Интересные факты
- Фильм снимался в Масвелл Хилл, Лондон.